# Gunpowder

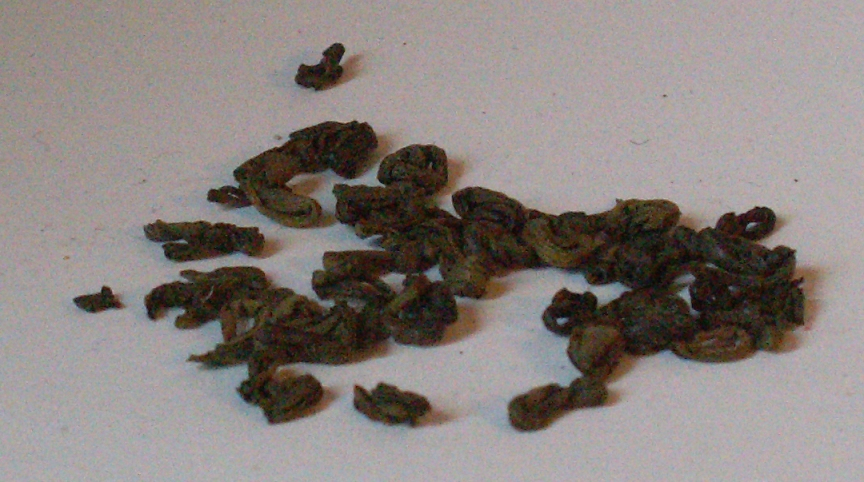
Gunpowder, waarbij de balletjes nog dicht zijn.

Gunpowder (zhūchá) is een Chinese groene theesoort. De thee heeft haar naam doordat de grijs-groene balletjes van opgerolde bladeren lijken op kanonsbuskruit dat in de 18e eeuw werd gebruikt. Of wellicht omdat "vers gebrouwen" in het Chinees klonk als gun-pao-da. 
In heet water springen de balletjes open. De thee heeft een wat grassige en soms rokerige smaak.
De thee wordt in China ook wel parelthee (珠茶) genoemd. Het is voornamelijk afkomstig uit de regio van Ningbo, en is een van de bekendste soorten Chinese exportthee. In de eenentwintigste eeuw worden de gunpowderballetjes machinaal gerold, met uitzondering van de hogere kwaliteitssoorten.
Gunpowder wordt ook gebruikt in Marokkaanse Toearegthee (muntthee), waarbij er suiker en aarmunt aan de thee wordt toegevoegd.